# Mosièis e Teulet
Mosièis e Teulet (en francès Mouzieys-Teulet) és un municipi francès situat al departament del Tarn i a la regió d'Occitània.

## Demografia
| 1962                                       | 1968 | 1975 | 1982 | 1990 | 1999 | 2006 |
| ------------------------------------------ | ---- | ---- | ---- | ---- | ---- | ---- |
| 250                                        | 293  | 251  | 257  | 307  | 311  | 406  |
| Des de 1962: població sense dobles comptes |      |      |      |      |      |      |

## Administració
| Període   | Identitat    | Partit |
| --------- | ------------ | ------ |
| 2001-2008 | Angély Alary |        |
| 2008-     | Gérard Puech |        |